# Joachim Pummerer
Joachim Ernst Pummerer (* 10. November 1734 in Leoben; † 16. August 1823 in Passau) war ein bayerischer Kaufmann und Kommunalpolitiker.

## Werdegang
Er war Sohn des Kaufmanns und Leobener Ratsherrn Joachim Anton Pummerer und dessen Frau Maria Katharina Hizlberger. Auf seiner Wanderschaft kam er über Salzburg, Venedig und Triest nach Passau, wo er sich am Passauer Residenzplatz als Kaufmann niederließ. Er wurde Buchhalter bei Franz Paul Gindhör und heiratete 1763 die Kaufmannstochter Maria Josepha Rothbauer, deren ererbtes Geschäft am Residenzplatz 11 er übernahm. Er wurde zum Stammvater des Passauer Zweiges der großen Familie Pummerer, zu denen unter anderem Anton Pummerer gehört.
Von 1803 bis 1806 war Pummerer der erste Bürgermeister von Passau nach Eingliederung des Hochstifts in das Kurfürstentum Bayern. Am 28. Februar 1805 empfing er Kaiser Napoléon Bonaparte in Passau und erhob gegen die ungeheuren Kriegstribute der Franzosen Einspruch.